# Tiuccia
Tiuccia est une station balnéaire de Corse-du-Sud, dépendant de la commune de Casaglione et située à une vingtaine de kilomètres d'Ajaccio, sur la route de Calvi (par la côte), au fond du golfe de Sagone.
Elle est bâtie au pied du rocher de Capraghja (Carpraja), où demeurent quelques vestiges des fondations du château des comtes de Cinarca, et d'où l'on domine la totalité du golfe, jusqu'à Cargèse.
Le site est bordé au nord par le Monte Lazzu (100 m). Dans son prolongement en direction de la mer se trouvent également les ruines de deux anciennes fortifications génoises, la tour du Capigliolu (XVIe siècle) et un fortin (XVIIe siècle/XVIIIe siècle).  